# Rudolf Kötzschke

Rudolf Kötzschke im Jahr 1910

Rudolf Kötzschke (* 8. Juli 1867 in Dresden; † 3. August 1949 in Leipzig) war ein deutscher Historiker. Kötzschke begründete mit dem Seminar für Landesgeschichte und Siedlungskunde in Leipzig die erste landeshistorische Einrichtung an einer deutschen Universität.

## Leben und Wirken

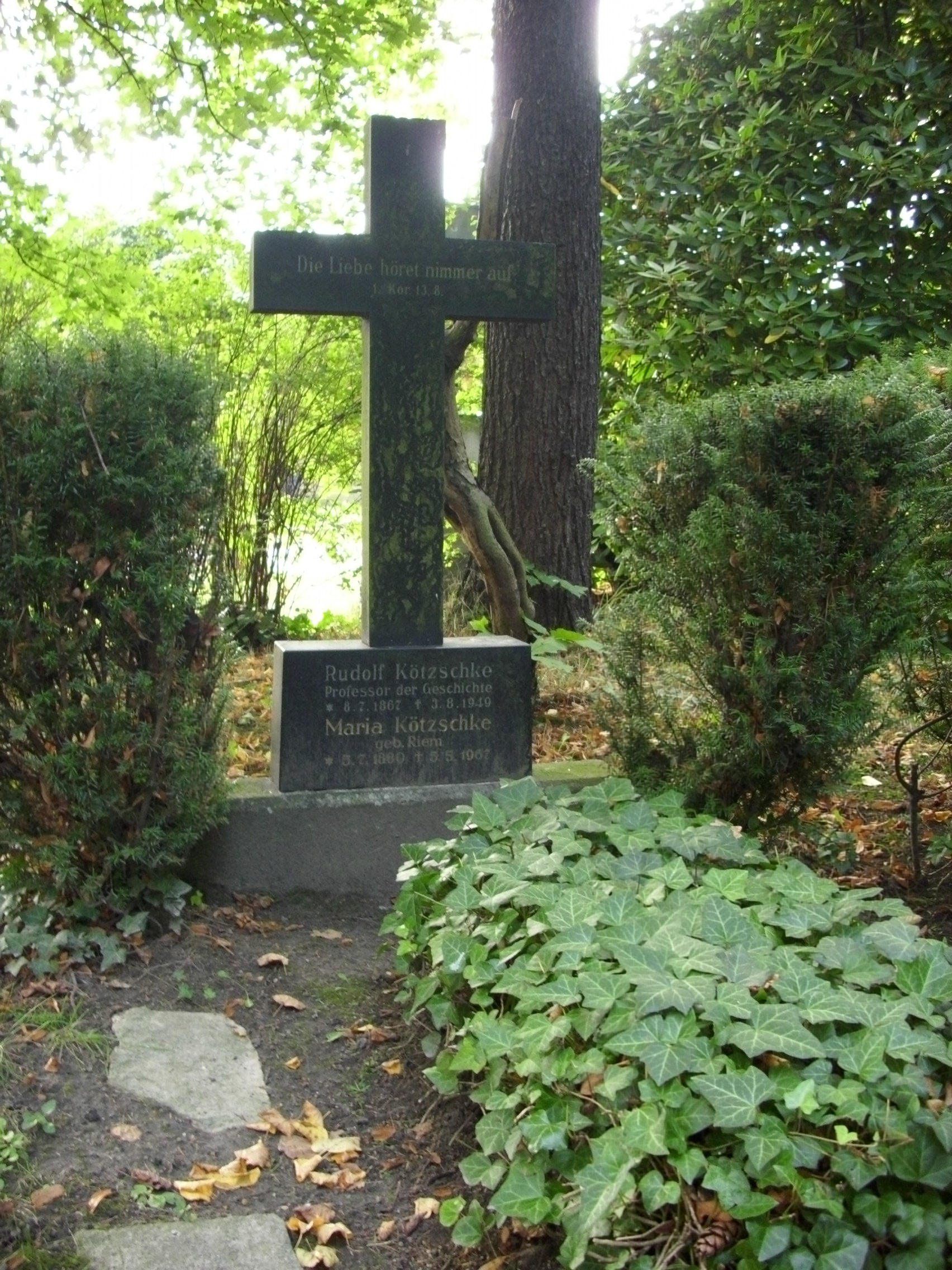
Grabstätte Rudolf Kötzschke auf dem Südfriedhof in Leipzig

Rudolf Kötzschke war Sohn des „königlich sächsischen Kammermusikus“ Hermann Kötzschke und älterer Bruder des Historikers Paul Richard Kötzschke (* 21. Juni 1869). Er besuchte die Gelinek'sche Privatschule und von 1877 bis 1885 das Gymnasium zum heiligen Kreuz in Dresden. Von 1886 bis 1889 studierte er an der Universität Leipzig die Hauptfächer Latein und Geschichte sowie die Nebenfächer Deutsch, Geographie, Sanskrit und Altgriechisch; im Sommer 1887 studierte er für ein Semester an der Universität Tübingen. In Leipzig wurde er Mitglied der Universitätssängerschaft St. Pauli Leipzig (heute in der Deutschen Sängerschaft). 1889 wurde er in Leipzig mit einer Arbeit zu Ruprecht von der Pfalz und das Konzil zu Pisa promoviert, im Jahr darauf legte er das Staatsexamen ab. Anschließend war Kötzschke zunächst als Lehrer an einem Dresdner und einem Leipziger Gymnasium tätig, bis ihn 1894 der Historiker Karl Lamprecht nach Leipzig holte. 1896 wurde Kötzschke Hilfsarbeiter in der Königlich Sächsischen Kommission für Geschichte.
Im Jahr 1899 habilitierte sich Kötzschke in Leipzig für „mittlere und neuere Geschichte, im besonderen für sächsische Landesgeschichte“, Thema der Habilitationsschrift war Studien zu Verwaltungsgeschichte der Grundherrschaft Werden. Gutachter waren neben Lamprecht, Erich Marcks und Gerhard Seeliger. Nach der Habilitation wurde Kötzschke zunächst Privatdozent in Leipzig und 1906 Extraordinarius. 1906 wurde ihm zudem die Leitung des Instituts für Landesgeschichte und Siedlungskunde übertragen, die er bis 1936 innehatte. Seit 1930 war er Inhaber eines Lehrstuhls für sächsische Geschichte. In der Zeit des Nationalsozialismus wurde er Mitglied in der Nationalsozialistischen Volkswohlfahrt (NSV), im  Reichsluftschutzbund und im Reichskolonialbund. Der NSDAP trat er jedoch nicht bei. Die „Machtergreifung“ Hitlers bezeichnete er als „einen Markstein in der deutschen Geschichte“. Im November 1933 unterzeichnete er das Bekenntnis der deutschen Professoren zu Adolf Hitler. 
Im Jahr 1935 erfolgte seine Emeritierung. Im selben Jahr wurde er ordentliches Mitglied der Sächsischen Akademie der Wissenschaften zu Leipzig. Sein Nachfolger in Leipzig wurde 1935 der Österreicher Adolf Helbok. Als akademischer Lehrer betreute Kötzschke von 1906 bis zu seiner Emeritierung über 100 Doktorarbeiten. Bedeutende akademische Schüler waren Karlheinz Blaschke, Heinz Quirin, Herbert Helbig und Walter Schlesinger.
Der Reichsstatthalter Martin Mutschmann berief ihn Anfang Januar 1939 zum Vorsitzenden der neu gebildeten Sächsischen Kommission für Geschichte. Im Jahr 1942 wurde Kötzschke als korrespondierendes Mitglied in die Preußische Akademie der Wissenschaften aufgenommen. Im Jahr 1942 erhielt er die Goethe-Medaille für Kunst und Wissenschaft für seine langjährigen Verdienste um die Landesgeschichte und Siedlungskunde. Nach dem Zweiten Weltkrieg wurde Kötzschke von 1946 bis 1949 erneut mit der Leitung des Instituts für deutsche Landes- und Volksgeschichte betraut, das am 7. Oktober 1946 wiedereröffnet wurde. Er lehrte noch bis kurz vor seinem Tod am 3. August 1949 an der Universität Leipzig und bemühte sich um den Wiederaufbau der vernichteten Seminarbibliothek.
Rudolf Kötzschke wurde zum Begründer der Landesgeschichtsforschung als wissenschaftlicher Disziplin. Er gilt als Experte für die mittelalterliche Wirtschaftsgeschichte, insbesondere der Agrar- und Siedlungsgeschichte. Seine Publikationen wie die Wirtschaftsgeschichte des Mittelalters, die Sächsische Geschichte bis zur Reformationszeit und die Ländliche Siedlung und Agrarwesen in Sachsen bilden den Höhepunkt seiner Forschungsarbeiten. Im Jahr 1994 wurde die Rudolf-Kötzschke-Gesellschaft gegründet. Kötzschkes Wirken in der NS-Zeit wurde in einem 1999 veröffentlichten Band erstmals ausführlicher thematisiert.

## Schriften (Auswahl)
- Deutsche und Slaven im mitteldeutschen Osten. Ausgewählte Aufsätze. Herausgegeben von Walter Schlesinger, Wissenschaftliche Buchgesellschaft, Darmstadt 1961.
- Ländliche Siedlung und Agrarwesen in Sachsen (= Forschungen zur deutschen Landeskunde. Bd. 77, ISSN 0375-6343). Aus dem Nachlass herausgegeben von Herbert Helbig. Verlag der Bundesanstalt für Landeskunde, Remagen 1953.
- Die Anfänge des deutschen Rechtes in der Siedlungsgeschichte des Ostens. (Ius Teutonicum) (= Berichte über die Verhandlungen der Sächsischen Akademie der Wissenschaften. Philologisch-Historische Klasse. Bd. 93, 2, ISSN 0138-5151). Hirzel, Leipzig 1941.
- mit Hellmut Kretzschmar: Sächsische Geschichte. Werden und Wandlungen eines Deutschen Stammes und seiner Heimat im Rahmen der Deutschen Geschichte. 2 Bände (Bd. 1: Vor- und Frühgeschichte, Mittelalter und Reformationszeit. Bd. 2: Geschichte der Neuzeit seit der Mitte des 16. Jahrhunderts.). Heinrich, Dresden 1935 (In einem Band: Sächsische Geschichte. Weltbild-Verlag, Augsburg 1995, ISBN 3-89350-705-1).
- Allgemeine Wirtschaftsgeschichte des Mittelalters (= Handbuch der Wirtschaftsgeschichte. Bd. 2). Fischer, Jena 1924 (Nachdruck. Olms, Hildesheim u. a. 1998, ISBN 3-487-10736-8).
- als Herausgeber: Quellen zur Geschichte der ostdeutschen Kolonisation im 12. bis 14. Jahrhundert (= Quellensammlung zur deutschen Geschichte. Bd. 7, ZDB-ID 2536018-8). Teubner, Leipzig u. a. 1912 (2. Auflage. ebenda 1931).
- Deutsche Wirtschaftsgeschichte bis zum 17. Jahrhundert (= Grundriss der Geschichtswissenschaft. Reihe 2, Abt. 1). Teubner, Leipzig 1907 (2. umgearbeitete Auflage als: Grundzüge der deutschen Wirtschaftsgeschichte bis zum 17. Jahrhundert. ebenda 1921).